# Molai
Molai (griechisch Μολάοι (m. pl.)) ist eine Kleinstadt mit rund 3000 Einwohnern in Lakonien, Griechenland, die sich 315 km südwestlich von Athen befindet. Bis zu ihrer Eingemeindung nach Monemvasia zum 1. Januar 2011 war Molai eine selbständige Gemeinde – ab 1947 Stadtgemeinde (dimos) – mit (201) 4987 Einwohnern, die zuletzt durch Eingemeindungen 1997 erheblich vergrößert wurde. Als einwohnerstärkste Ortschaft Monemvasias ist die Stadt Molai heute auch deren Verwaltungssitz.

## Gliederung
Der heutige Gemeindebezirk Molai gliedert sich in die folgenden Ortschaften (in Klammern die Einwohnerzahl aus der Volkszählung 2011):
- Ortschaft Molai (2560)
- Ortschaft Elea (421)
- Ortschaft Koupia (103)
- Ortschaft Metamorfosis (551)
- Ortschaft Pakia (424)
- Ortschaft Sykea (928)

## Geschichte
Die Stadt Molai wird erstmals in einem Dokument im Jahre 1292 während der Periode des Reiches von Andronikus II. namentlich erwähnt. Der Name stammt vermutlich von den Wassermühlen dieser Region.

## Sport
Namentlicher Vertreter der Region im Bereich Fußball ist die Mannschaft von Molaikos.